# Charles Jewtraw
Charles Jewtraw (5. května 1900 Clinton County, New York – 26. ledna 1996 Palm Beach, Florida) byl americký rychlobruslař.
Startoval na Zimních olympijských hrách 1924, kde vyhrál v úvodním závodě na 500 m, takže se stal vůbec prvním vítězem na zimních olympijských hrách. V dalších dnech se zúčastnil i závodů na 1500 m (8. místo) a 5000 m (13. místo). Po olympiádě ukončil sportovní kariéru.